# Pablo Arraya
Pablo Guillermo Arraya (Córdoba, 21 ottobre 1961) è un ex tennista argentino naturalizzato peruviano.

## Carriera
Ottenne il suo best ranking in singolare il 13 agosto 1984 con la 29ª posizione; mentre nel doppio divenne, il 25 giugno 1984, l'85º del ranking ATP.
In carriera ha ottenuto la vittoria finale in un torneo del circuito ATP: l'ATP Bordeaux 1983; in quell'occasione ha sconfitto lo spagnolo Juan Aguilera con il punteggio di 7-5, 7-5. Ha raggiunto la finale di tornei ATP uscendone sconfitto in quattro occasioni tra cui il Madrid Tennis Grand Prix del 1983 dove fu sconfitto in tre set dal ceco Ivan Lendl.
In doppio, nel 1983, ha vinto i Campionati Internazionali di Sicilia in coppia con l'argentino José Luis Clerc sconfiggendo i sudafricani Danie Visser e Tian Viljoen con il risultato di 1-6, 6-4, 6-4. Ha raggiunto, inoltre, la finale in altre tre occasioni.
Ha fatto parte della squadra peruviana di Coppa Davis dal 1979 al 1989 con un bilancio di 11 vittorie e 15 sconfitte.
Laura Arraya, sua sorella, è stata anch'ella tennista.

## Statistiche

### Singolare

#### Vittorie (1)
| Numero | Data              | Torneoa s              | Superficie  | Sfidante in finale | Punteggio |
| 1.     | 19 settembre 1983 | ATP Bordeaux, Bordeaux | Terra rossa | Juan Aguilera      | 7-5, 7-5  |

| Legenda tornei minori |
| Challenger (6)        |
| Futures (0)           |

| Numero | Data             | Torneo                                           | Superficie  | Sfidante in finale | Punteggio     |
| 1.     | 30 giugno 1981   | Torino Challenger 1981, Torino                   | Terra rossa | Stefan Simonsson   | 6-4, 3-6, 6-3 |
| 2.     | 10 agosto 1981   | Brasilia Challenger 1981, Brasilia               | Terra rossa | Thomaz Koch        | 6-3, 3-6, 6-4 |
| 3.     | 6 settembre 1982 | Messina Challenger 1982, Messina                 | Terra rossa | Mario Martínez     | 7-5, 6-4      |
| 4.     | 15 agosto 1983   | Le Touquet Challenger 1983, Le Touquet           | Terra rossa | Roberto Argüello   | 6-2, 6-3      |
| 5.     | 27 ottobre 1986  | Santiago Challenger 1986, Santiago del Cile      | Terra rossa | Mark Dickson       | 2-6, 7-6, 6-0 |
| 6.     | 25 marzo 1991    | San Luis Potosí Challenger 1991, San Luis Potosí | Terra rossa | Jamie Morgan       | 6-1, 5-7, 6-3 |

#### Finali perse (4)
| Numero | Data              | Torneo                                        | Superficie  | Sfidante in finale | Punteggio     |
| 1.     | 29 settembre 1981 | Madrid Tennis Grand Prix, Madrid              | Terra rossa | Ivan Lendl         | 3-6, 2-6, 2-6 |
| 2.     | 20 settembre 1982 | ATP Bordeaux, Bordeaux                        | Terra rossa | Hans Gildemeister  | 5-7, 1-6      |
| 3.     | 21 novembre 1983  | Grand Prix de Tennis de Toulouse, Tolosa      | Terra rossa | Heinz Günthardt    | 0-6, 2-6      |
| 4.     | 29 settembre 1986 | Campionati Internazionali di Sicilia, Palermo | Terra rossa | Ulf Stenlund       | 2-6, 3-6      |

### Doppio

#### Vittorie (1)
| Numero | Data              | Torneo                                        | Superficie  | Compagno        | Avversari in Finale       | Punteggio     |
| 1.     | 12 settembre 1983 | Campionati Internazionali di Sicilia, Palermo | Terra rossa | José Luis Clerc | Tian Viljoen Danie Visser | 1-6, 6-4, 6-4 |

#### Finali perse (3)
| Numero | Data           | Torneo                                | Superficie  | Compagno         | Avversari in Finale            | Punteggio     |
| 1.     | 26 luglio 1982 | ATP Volvo International, North Conway | Terra rossa | Eric Fromm       | Sherwood Stewart Ferdi Taygan  | 2-6, 6(3)–7   |
| 2.     | 13 giugno 1988 | Athens Open, Atene                    | Terra rossa | Karel Nováček    | Rikard Bergh Per Henricsson    | 4-6, 5-7      |
| 3.     | 29 luglio 1991 | Austrian Open, Kitzbühel              | Terra rossa | Dmitrij Poljakov | Tomás Carbonell Francisco Roig | 7-6, 2-6, 4-6 |